# 山中良弘
山中 良弘（やまなか よしひろ、1978年5月24日 - ）は、日本の俳優。福岡県北九州市出身。アンカット所属。

## 来歴
大学生の時に劇団『Gooday Co.』を立ち上げ、俳優としての活動を開始する。2016年に『シン・ゴジラ』に出演。2020年には萩原慎一郎のベストセラー歌集を原作とした映画『滑走路』に出演することが決定している。

## 出演作品

### 映画
- ガッチャマン（2013年、佐藤東弥監督）
- 太陽（2016年、入江悠監督）ノクス役
- シン・ゴジラ（2016年、庵野秀明監督）自然環境局野生生物課係長役
- 話す犬を、放す（2017年、熊谷まどか監督）男性役
- ちょっと今から仕事やめてくる（2017年、成島出監督）社員役
- キュクロプス（2019年、大庭功睦監督）稲葉組片平役
- ヒキタさん!ご懐妊ですよ（2019年、細川徹監督）刑事役
- 滑走路（2020年、大庭功睦監督）学級委員長の担任の先生 役[2]
- シン・ウルトラマン（2022年、樋口真嗣監督）[3]
- シン・仮面ライダー（2023年、庵野秀明監督）

### テレビ
- ハニートラップ 第3話（2013年）
- BORDER 警視庁捜査一課殺人犯捜査第4係 第8話（2014年） - 田宮刑事
- ST 赤と白の捜査ファイル 第4話（2014年） - 園田健
- 遺留捜査（2014年） - 刑事
- 相棒
  - （2014年） - 捜査一課刑事
  - （2016年） - 捜査員
  - （2020年） - 特殊班
- 連続ドラマW
  - 株価暴落 第3話（2014年）
  - アキラとあきら 第1話（2017年） - 小学校の教師
  - オペレーションZ 〜日本破滅、待ったなし〜（2020年） - SP
- アカギ（2015年） - 酒井
- ウルトラマンX 第9話（2015年） - 有島嶺
- 超入門!落語 THE MOVIE
  - 「はてなの茶碗」（2016年）
  - 「妾馬」（2017年）
  - 「松山鏡」（2017年）
- CRISIS 公安機動捜査隊特捜班（2017年） - SP
- ごめん、愛してる（2017年）
- BG〜身辺警護人〜（2018年） - SP
- 特命刑事 カクホの女 第1話（2018年）
- ハゲタカ 第6話（2018年） - SP
- あまんじゃく 元外科医の殺し屋 最後の闘い（2018年）
- 警部補・碓氷弘一 〜マインド〜（2018年） - 藤森の部下
- 私のおじさん〜WATAOJI〜（2019年） - カメラマン
- 白い巨塔（2019年） - 事務員
- ストロベリーナイト・サーガ 第10話（2019年） - 刑事
- リーガル・ハート 〜いのちの再建弁護士〜 第1話（2019年） - 銀行員
- ルパンの娘 第7話（2019年） - 警察官
- 同期のサクラ 第9話（2019年） - 黒川の取り巻き
- 相続探偵 第2話（2025年2月1日、日本テレビ） - 田島克己 役[4]

### 配信ドラマ
- 闇の法執行人 第3話（2017年）

### CM
- シノケングループ
- Classi
- リクルートジョブズ
- 東京海上日動あんしん生命保険「」
- アルソック

### MV
- BlueVintage「名前を呼んで」 - 父親

### イベント
- 開国博Y150（2009年）